# Airedale terrier

## A fajta története
Yorkshire grófság Aire folyója a legelőkkel tarkított Pennine-hegységben ered, és egy szénben gazdag iparvidéken, az Aire völgyében folyik tovább, majd az Ouse-ba torkollik, utolsó 60 kilométerén hajózhatóvá szélesedve. Az itt élő bányászoknak, vadászoknak, farmereknek és állatkereskedőknek olyan egyszerű, kemény, ügyes és sokoldalú kutyára volt szüksége, melyet bármilyen célra megbízhatóan alkalmazhattak, mely egyaránt volt kiváló vadász szárazon és vízen, a fácán mellett megfogta a patkányt is vagy akár képes volt marhát terelni. A fajta kialakítása során valószínűleg felhasználták többek között az otterhoundot, a bullterriert, az Old English terriert, sőt talán a gordon szettert is, színe és apportkészsége miatt. Idővel az Aire völgyében egyre egységesebb lett a kutyaállomány, és a kialakulóban lévő, sokoldalú és megbízható új munkakutya egyre távolabbi tájakon is hívekre talált. Sokáig egyszerűen working vagy waterside terriernek hívták, de a grófságban fekvő Bingley városának nevét is viselte egy ideig a fajta, majd elsőként dr. Gordon Stadles nevezte airedale terriernek, 1878-ban. Az Aire völgyében 1864-ben tartották az első kutyakiállítást, a Kheighly Agricultural Show keretében, külön osztállyal a „broken-haired” terriereknek. Itt szerepelt az airedale is, egyelőre waterside terrier néven. A Kennel Club 1886-ban már Airedale terrierként kezdte törzskönyvezni a fajtát. A fajta „ősapjának” Rattlert tartják, akinek Airedale Jerry nevű fia még nála is nagyobb hírnévre tett szert, ő volt Ch. Cholmondeley Briar, az első CC-t elnyerő airedale terrier apja.

## Híres Airedale-ek
- Paul Pry (másik nevén Laddie Buck) – tulajdonosa: Calvin Coolidge, az USA 30. elnöke
- Laddie Boy – tulajdonosa: Warren G. Harding, az USA 29. elnöke
- Davie – tulajdonosa: Woodrow Wilson, az USA 28. elnöke
- Viking, a híres miskolci mentőkutya, aki Mancs munkatársa volt.
- Duke – tulajdonosa: John Wayne